# Yicheng (Zhumadian)
Der Stadtbezirk Yicheng (chinesisch 驿城区, Pinyin Yìchéng Qū) ist ein Stadtbezirk in der chinesischen Provinz Henan. Er gehört zum Verwaltungsgebiet der bezirksfreien Stadt Zhumadian. Yicheng hat eine Fläche von 778 km² und zählt 1.027.700 Einwohner (Stand: Ende 2018). Er ist Zentrum und Sitz der Stadtregierung von Zhumadian.

## Administrative Gliederung
Auf Gemeindeebene setzt sich der Stadtbezirk aus zehn Straßenvierteln, einer Großgemeinde und fünf Gemeinden zusammen. 